# ديريك سي
ديريك سي (بالإنجليزية: Derek See)‏ هو كاتب ودي جيه أمريكي، ولد في 6 يونيو 1975.